# Kościół św. Marcina Biskupa w Jasienicy Dolnej
Kościół pod wezwaniem św. Marcina Biskupa w Jasienicy Dolnej – w miejscowości Jasienica Dolna w województwie opolskim, w powiecie nyskim, w gminie Łambinowice. Kościół parafialny należący do parafii pod wezwaniem św. Marcina Biskupa, w Jasienicy Dolnej, w Dekanacie Skoroszyce, w Diecezji Opolskiej.